# Pelochyta arontes
Pelochyta arontes är en fjärilsart som beskrevs av Stoll 1782. Pelochyta arontes ingår i släktet Pelochyta och familjen björnspinnare. Inga underarter finns listade i Catalogue of Life.

## Bildgalleri

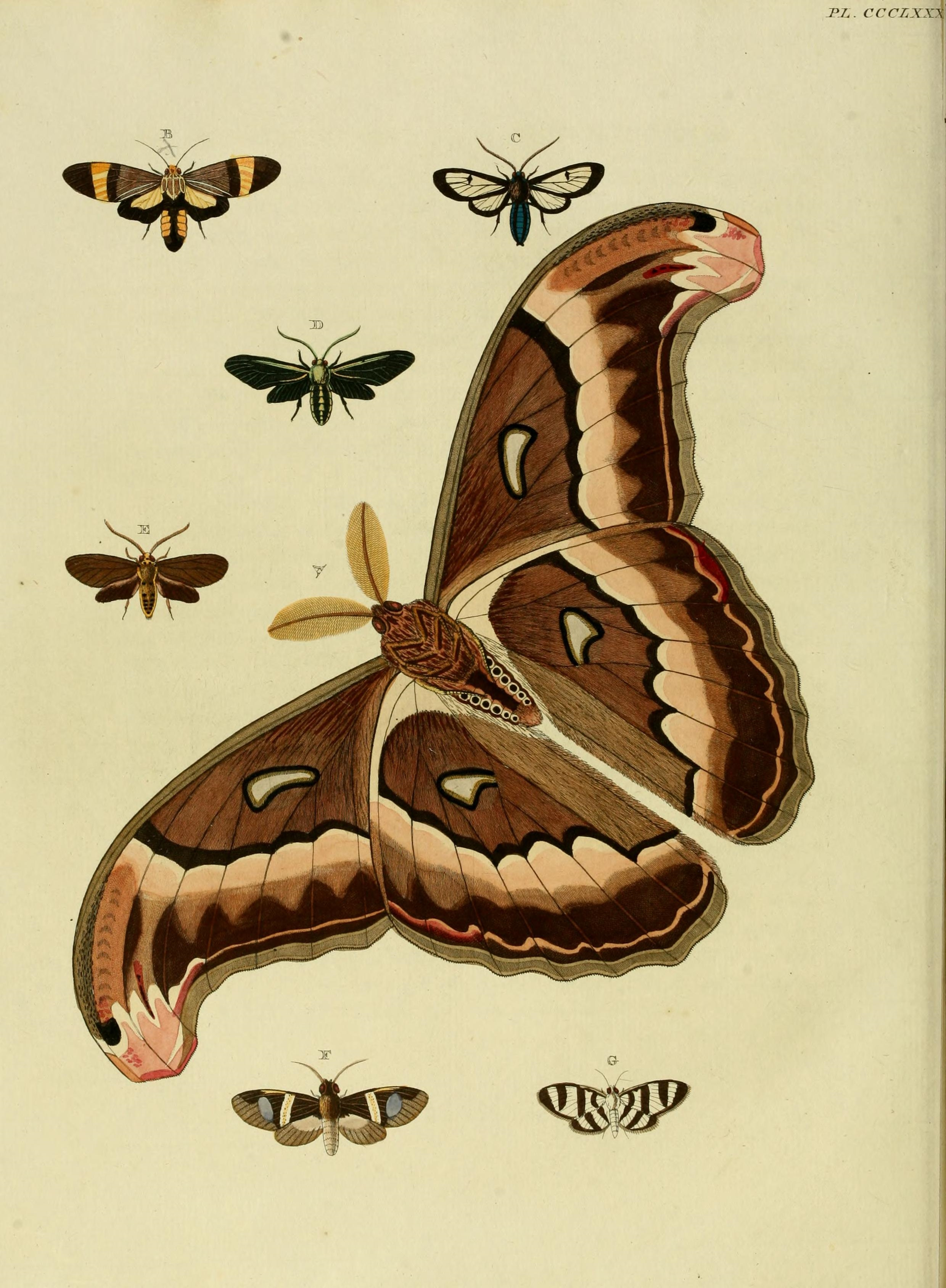